# モロッコへの道
『モロッコへの道』（モロッコへのみち、Road to Morocco）は、1942年のアメリカ合衆国のコメディ映画である。デイヴィッド・バトラー監督、フランク・バトラーとドン・ハートマン脚本、パラマウント・ピクチャーズ製作による作品。ビング・クロスビー、ボブ・ホープ、ドロシー・ラムーアが主演し、映画業界を風刺した楽屋落ち的な笑いと、3人の魅力で人気を博した「珍道中シリーズ」の第3作目である。その他の出演はアンソニー・クイン、ドナ・ドレイクなど。
日本では、シリーズ全作品のうち最初に公開された作品となった。

## あらすじ
オービルとジェフが乗っていた貨物船が大爆発、海に放り出された二人はモロッコに漂着。ジェフは金のためにオービルをだまして奴隷商に売り飛ばすが、その後、美しいアラビアの娘の夫となるべく宮殿にいるオービルを発見！しかしこれにはとんでもないウラがあった…。

## キャスト
- ジェフ：ビング・クロスビー
- オービル：ボブ・ホープ
- シャルマー姫：ドロシー・ラムーア
- カシム：アンソニー・クイン
- ミヒルマ：ドナ・ドレイク（英語版）
- ハイダー・カーン：ウラジミール・ソコロフ（英語版）
- アフメド・フェイ：ミハイル・ラズムニー（英語版）
- ネブ・ジョラ：ジョージ・ギボット（英語版）
- 召使い：イヴォンヌ・デ・カーロ（クレジットなし）

## 評価
第15回アカデミー賞には録音賞（ローレン・L・ライダー）と脚本賞（フランク・バトラーとドン・ハートマン）にノミネートされた。1996年にアメリカ議会図書館によって国立フィルム登録簿に選ばれた。
アメリカン・フィルム・インスティチュートにより2000年に発表された「喜劇映画ベスト100」では78位となった。また2004年に発表された「映画主題歌ベスト100」では「(We're off on the) Road to Morocco」が95位となった。